# 梅園龍子
梅園 龍子（うめぞの りゅうこ、1915年11月28日 - 1993年4月30日）は、日本の女優。
梅園 竜子と表記されることもある。

## 経歴
1915年（大正4年）11月28日、植草正枝として東京市日本橋区村松町(現在の東京都中央区東日本橋)に生まれる。
三崎英語学校在学中の1929年（昭和4年）に榎本健一の第2次カジノ・フォーリーの旗揚げ公演に踊り子で出演した。
1931年（昭和6年）退団し、1932年（昭和7年）パイオニヤ・クインテット舞踊団、益田隆のトリオ舞踊団に入団した。
1935年（昭和10年）P.C.L.映画製作所準専属で『乙女ごころ三人姉妹』で映画デビューした。
1936年（昭和11年）に専属となり、1937年（昭和12年）『夜の鳩』、『江戸の白鷺』、1938年（昭和13年）『エノケンの猿飛佐助 ありゃありゃの巻』、『泣蟲小僧』などに出演した。
1941年（昭和16年）バレエ団「川奈楽劇団」などを経て、1943年（昭和18年）に引退した。

## 出演映画
以下の公開年、作品名、監督名、製作会社、役名は、特に記載がない限り日本映画データベースに従った。

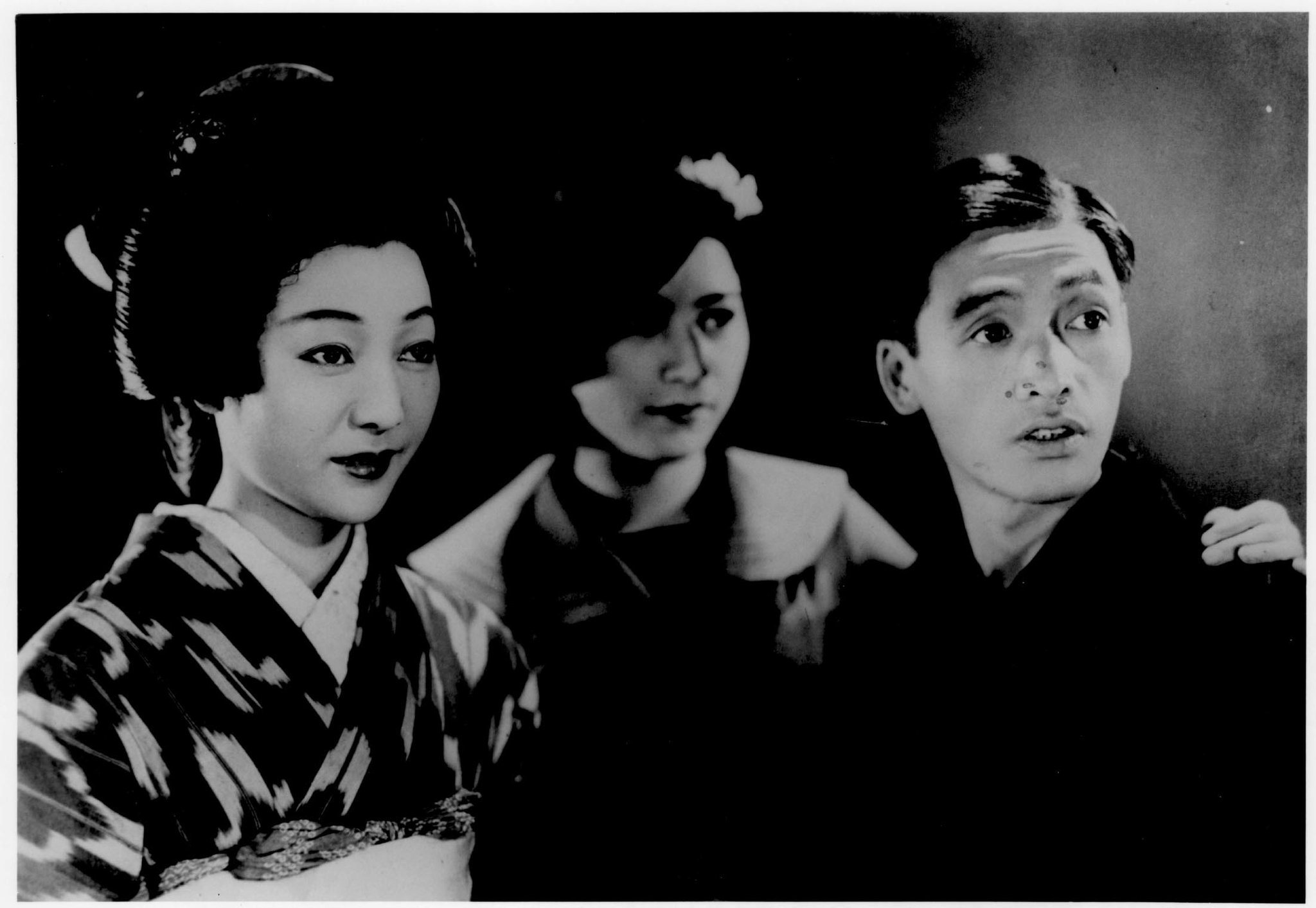
『噂の娘』(1935年)
左から千葉早智子、梅園、藤原釜足

- 1935年 : 『乙女ごころ三人姉妹』 成瀬巳喜男監督 P.C.L.映画製作所 - 千枝子
- 1935年 : 『すみれ娘』 山本嘉次郎監督 P.C.L.映画製作所[3]
- 1935年 : 『サーカス五人組』 成瀬巳喜男監督 P.C.L.映画製作所 - 澄子
- 1935年 : 『噂の娘』 成瀬巳喜男監督 P.C.L.映画製作所 - 紀美子
- 1936年 : 『大洋の寵児』 矢倉茂雄監督 P.C.L.映画製作所
- 1936年 : 『東京ラプソディ』伏水修監督 日活[4]
- 1937年 : 『風流演歌隊』 伏水修監督 P.C.L.映画製作所
- 1937年 : 『青春部隊』 松井稔監督 P.C.L.映画製作所[5]
- 1937年 : 『夜の鳩』 石田民三監督 J.O.スタヂオ - おしげ[6]
- 1937年 : 『江戸の白鷺』 石橋清一監督 P.C.L.映画製作所[7]
- 1937年 : 『エノケンの猿飛佐助 ありゃありゃの巻』 岡田敬監督 東宝映画東京撮影所[8]
- 1937年 : 『白薔薇は咲けど』 伏水修監督 P.C.L.映画製作所[9]
- 1937年 : 『禍福 前篇』 成瀬巳喜男監督 P.C.L.映画製作所 - 豊美の友人[10]
- 1938年 : 『エノケンの猿飛佐助 どろんどろんの巻』 岡田敬監督 東宝映画東京撮影所[11]
- 1938年 : 『泣蟲小僧』 豊田四郎監督 東京発声映画製作所 - 貞子の妹・中橋菅子
- 1938年 : 『浮世小路』 萩原遼監督 東宝映画京都撮影所
- 1938年 : 『四ツ葉のクローバ』 岡田敏監督 東宝映画東京撮影所[12]
- 1938年 : 『吾亦紅 前篇』 阿部豊監督 東宝映画東京撮影所
- 1939年 : 『吾亦紅 後篇 戦野に咲く』 阿部豊監督 東宝映画東京撮影所
- 1939年 : 『忠臣蔵 前篇』 滝沢英輔監督 東宝映画東京撮影所 - 一力仲居おすえ[13]
- 1939年 : 『忠臣蔵 後篇』 山本嘉次郎監督  東宝映画東京撮影所 - 一力仲居おすえ[14]
- 1940年 : 『笑ふ地球に朝が来る』 津田不二夫監督 南旺映画 - 青空うらゝ[15]